# Römisch-katholische Kirche in Madagaskar

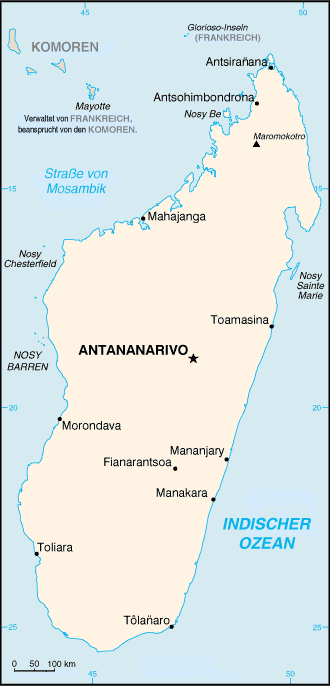
Übersichtskarte Madagaskar

Die Römisch-katholische Kirche in Madagaskar ist Teil der weltweiten römisch-katholischen Kirche.

## Geschichte
Erste Missionierungen fanden durch den Dominikanerorden gegen Ende des 16. Jahrhunderts statt, später auch durch Lazaristen, dann durch Jesuiten. 1643 wurde durch Papst Urban VIII. die Apostolische Präfektur Madagaskar errichtet. Immer wieder wurden die Ordensleute ermordet oder in kriegerische Auseinandersetzungen einbezogen. Dies änderte sich wenig, nachdem 1868 Ranavalona II. das Christentum anerkennt und der protestantischen Kirche beigetreten war. 1939 wurde mit Ignatius Ramarosandratana der erste malagassische Priester von Papst Pius XII. in Rom zum Bischof geweiht. 1955 wurde in Madagaskar eine Kirchenhierarchie  mit drei Kirchenprovinzen eingeführt. Eine Apostolische Nuntiatur wurde am 23. September 1960 durch Papst Johannes XXIII. eingerichtet.
1980 wurde der Rat der Kirchen (FFKM) gegründet, der 1991 durch eine volksweite Protestbewegung den Staat zu einem demokratischen Neuanfang zwang; wesentlicher Initiator war Armand Gaétan Kardinal Razafindratandra. Vorausgegangen war ein viertägiger Besuch von Papst Johannes Paul II. im Jahre 1989. 1997 wurde ein Priesterseminar in Antananarivo gegründet.
Die katholische Kirche spielt insbesondere im Gesundheits- und Schulsystem in Madagaskar eine überaus wichtige Rolle. Im Jahr 2003 gab es in Madagaskar 749 Kindergärten mit 44.167 Kindern, 2.479 Grundschulen mit 332.811 Schülern und 372 Mittelstufenschulen mit 88.959 Schülern in kirchlicher Trägerschaft.
Auf der Insel Île Sainte-Marie vor der Ostküste Madagaskars, etwa 150 km nördlich von Toamasina, steht die älteste katholische Kirche Madagaskars.

## Kirche
In Madagaskar sind circa 27 % der Gesamtbevölkerung Angehörige der katholischen Kirche, mithin 4,7 Millionen Katholiken. Es gibt 21 Diözesen und Erzdiözesen, die in der Bischofskonferenz von Madagaskar (Conférence Episcopal de Madagascar (CEM)) zusammengeschlossen sind. Vorsitzender der Bischofskonferenz ist seit November 2021 der Bischof von Morondava, Marie Fabien Raharilamboniaina.
Vertreter des Heiligen Stuhls in Madagaskar – der Apostolische Nuntius – ist seit September 2022 Erzbischof Tomasz Grysa.

## Bistümer

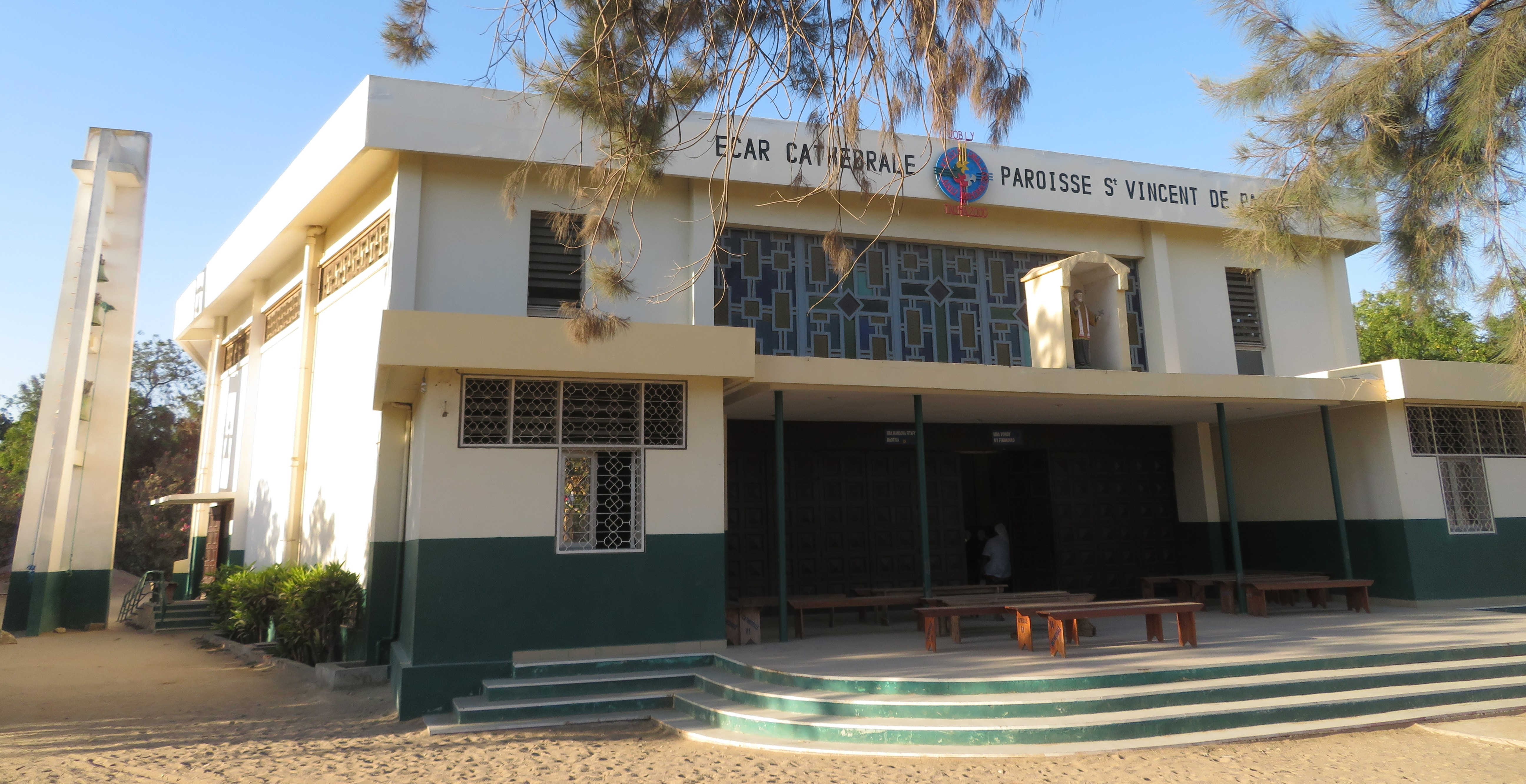
Dom zu Toliara

- Erzbistum Antananarivo
  - Bistum Antsirabé
  - Bistum Maintirano
  - Bistum Miarinarivo
  - Bistum Tsiroanomandidy
- Erzbistum Antsiranana
  - Bistum Ambanja
  - Bistum Mahajanga
  - Bistum Port-Bergé
- Erzbistum Fianarantsoa
  - Bistum Ambositra
  - Bistum Farafangana
  - Bistum Ihosy
  - Bistum Mananjary
- Erzbistum Toamasina
  - Bistum Ambatondrazaka
  - Bistum Fenoarivo Atsinanana
  - Bistum Moramanga
- Erzbistum Toliara
  - Bistum Morombe
  - Bistum Morondava
  - Bistum Tôlagnaro